# يو إف سي 216
يو إف سي 216: فيرغسون ضد لي (بالإنجليزية: UFC 216: Ferguson vs. Lee)‏ هو حدث لفنون القتال المختلطة نظمته يو إف سي، أُقيم في 7 أكتوبر 2017، على تي موبايل أرينا في بارادايس، نيفادا، الولايات المتحدة.